# ASTROMATE
ASTROMATE（アストロメイト）は、かつて存在した日本の女性アイドルグループ。アズ・エンタテイメント所属。運営と制作はリーディが行った。都内の女性アイドル対バンイベントを中心に活動し、2020年6月に活動を終了した。

## 概要
コンセプトは「明日誰かに教えたくなるロックアイドル」で、疾走系のロックサウンド、生歌、本格的なダンスなどでステージを展開した。
グループ名のASTROMATE（星の仲間）に因み、ファンはSTARGAZER（星を見上げる者）と呼ばれた。また、定期公演名は『PLANETARIUM』である。

## 略歴
2018年1月に行われたRêve（江東区）主催の『来い』アイドルオーディション合格者でASTROMATE、malika、MerryCute及びLiliumoveの4グループが結成され、3月に大阪と東京で4グループ合同のお披露目ライブが行われた。4月には自社レーベルの「きゃわたんレコード」から4グループ同時にデビューシングルを発売。ところが、6月に4グループ所属の全員がアズ・エンタテイメント（大阪市）に移籍。程なくしてRêve、きゃわたんレコード及びそれまでの各グループのウェブサイトやアカウントは削除された。また、8月にはLiliumove、12月にはmalikaが解散したが、その間もASTROMATEはライブ活動を継続した。
2019年2月に大阪を拠点に活動するMerryCuteと2ndシングルを同時発売。大阪と東京で「Wレコ発」ツーマンライブを開催した。また、デビューライブからちょうど1年後の3月17日に初めての単独公演を開催。
6月に運営と制作を正式にリーディ（渋谷区）へ委託。
8月1日の単独公演で新メンバーが加入し、3日・4日には『TOKYO IDOL FESTIVAL 2019』に出演した。また、年末に新宿RUIDO K4でワンマンライブを開催した。
2020年3月の定期公演を最後に新型コロナウイルス (COVID-19) の影響によりライブ活動を停止。5月には全員卒業による第1期終了を発表し、6月の無観客配信ライブを以って活動を終了した。
2025年3月21日に全楽曲を網羅したアルバムを配信。翌22日には望月が所属する1つ足りない賽は投げられた主催のライブに出演し、一夜限定の復活を遂げた。

## メンバー
誕生日、出身地、備考
活動終了時のメンバー
本田夏実（ほんだ なつみ）
7月18日生まれ、北海道
元川越CLEAR'S→元CANDY GO!GO!研修生→元Anchor Lady
望月さあや（もちづき さあや）
9月9日生まれ、島根県
後に1つ足りない賽は投げられた
結川まひろ（ゆいかわ まひろ）
9月23日生まれ、大阪府
後に刹那的アナスタシア→Transparents→東京ガールズブラボー
佐藤はんな（さとう はんな）
7月4日生まれ、神奈川県
後にルナビスナップ→FuMA
早崎友理（はやさき ゆり）
11月29日生まれ、広島県
元ならさきゅり→元FRUITPOCHETTE

### 旧メンバー
高橋真利亜（たかはし まりあ）
6月23日生まれ、熊本県、2018年5月脱退
桐島杏（きりしま あんず）
10月22日生まれ、沖縄県、2018年8月脱退
柚木音々（ゆずき ねね）
6月17日生まれ、神奈川県、2019年6月脱退
後に可憐なアイボリー
小鳥遊桐恋（たかなし きりこ）
5月8日生まれ、宮城県、2020年2月脱退

## 作品

### CDシングル
1. ASTRO（2018年4月25日）- オフボーカル付[14]
  1. ASTRO
  2. COLORS
2. Brilliant World（2019年2月3日、会場限定）- オフボーカル付
  1. Brilliant World
  2. Never End

### 配信アルバム
1. ASTROMATE 1st アルバム（2025年3月21日）

### オリジナル曲
特記なき場合、作詞・作曲：小川耕平、振付：槙田紗子
1. ASTRO
  - 作詞共作：青山アオ
2. COLORS
  - 作詞共作：青山アオ
3. Never End
  - 作詞共作：青山アオ
4. No pain, No gain
  - 作詞共作：青山アオ、振付：不明
5. STARGAZER
  - 作詞共作：青山アオ
6. Brilliant World
  - 作詞共作：青山アオ
7. REBELS
  - 作詞共作：青山アオ
8. CHOICES
9. My Light
  - 振付：いどみん[15]
10. Our Song
  - 振付：いどみん

## ライブ
主なもの
- きゃわたんレコード Presents『4 ColorsきゃわきゃわNight 大阪編 ＆ 東京編』（2018年3月17日、心斎橋AtlantiQs ＆ 18日、渋谷CLUB CRAWL）
- AZ ENTERTAINMENT presents『めりとろ。Vol.1』（2019年2月3日、大阪・堀江Goldee ＆ 9日、新宿レッドノーズ）
- 定期公演『PLANETARIUM』（2019年3月 - 2020年3月、渋谷REX、渋谷RUIDO K2ほか）
- 単独公演『ASTROMATE 1st ANNIVERSARY LIVE』（2019年3月17日、新宿SAMURAI）
- 単独公演『柚木音々卒業公演』（2019年6月30日、YAMAHA銀座スタジオ）
- 単独公演『NOVA』（2019年8月1日、渋谷TAKE OFF 7） - 小鳥遊と佐藤が加入[16]
- ワンマンライブ『What color is the earth』（2019年12月28日、新宿RUIDO K4）
- 定期公演『PLANETARIUM〜Alpherg〜』（2020年2月26日、渋谷RUIDO K2）- 小鳥遊が脱退
- 単独公演『ASTROMATE 2nd Anniversary LIVE』（2020年3月22日、渋谷CLUB CRAWL）
- 定期公演『PLANETARIUM〜Hamal〜』（2020年3月25日、渋谷RUIDO K2） - 最後の有観客ライブ
- 単独配信公演『LAGASH』（2020年6月13日、恵比寿CreAto）- 無観客で開催

### 参加ライブ
- しゃちフェス2018（2018年6月24日、大高緑地公園）[17]
- DDD〜Discovery iDol Depot〜（2018年8月 - 2020年6月、白金高輪SELENE b2ほか）
- PANIC in the BOX presents.『SUMMER“JUMBO”PANIC 2018』（2018年8月25日、大阪・アメリカ村DROP）
- サコフェスvol.1（2018年11月9日、渋谷Milkyway）[18][19]
  - vol.1.5（2019年6月29日、TwinBox AKIHABARA）[20][21]
  - vol.2（2019年11月4日、渋谷・duo MUSIC EXCHANGE）[22][23]
- でらロックフェスティバル2019（2019年2月2日、名古屋・大須TOYS）[24]
- IDORISE!! FESTIVAL 2019（2019年3月9日、TSUTAYA O-Crest）[25]
- 女子箱 #120（2019年4月30日、心斎橋・Music Club JANUS）
- 『THE LIVE』＆『RAD iD LIVE-Climb the stairs』（2019年5月1日、名古屋・X-HALL ＆ 名古屋・APOLLO BASE）
- TOKYO IDOL FESTIVAL 2019（2019年8月3日・4日、お台場・青海周辺エリア）[26]
- NATSUZOME 2019（2019年9月14日、Zepp Tokyo）
- IDOL CONTENT EXPO 〜帰ってきた！冬の大無銭祭〜（2019年11月30日、イオンモール幕張新都心 グランドモール）[27]
- ひとさいランドFinal（2025年3月22日、渋谷近未来会館） - 本田、望月、結川、早崎、柚木

## 出演
- タモリ倶楽部「方言女子を丸裸！なまりミュージックアカデミー」（2019年、テレビ朝日）- 早崎
- あいサクッ！（2019年7月12日、TIFチャンネル）- 望月
- TOKYO GRAVURE IDOL FESTIVAL 2019（2019年8月3日・4日、お台場・青海周辺エリア）- 本田[28]